# USS Tanager (AM-5)
USS Tanager (AM-5) byla americká minolovka třídy Lapwing, postavená za první světové války. Ve 20.–40. letech sloužila v Pacifiku, mimo jiné se účastnila Tanagerské expedice. V době vypuknutí druhé světové války se nacházela na Filipínách. Dne 4. května 1942 ji poblíž Corregidoru potopily japonské pobřežní baterie.

## Stavba
Plavidlo postavila americká loděnice Staten Island Shipbuilding Co. sídlící v New Yorku. Kýl byl založen 28. září 1917, na vodu byla spuštěna 2. března 1918 a do služby přijata 28. června 1918. Při spuštění na vodu loď pokřtila G. H. Batesová.

## Konstrukce
Plavidla třídy Lapwing byla vyzbrojena dvěma 76mm kanóny a dvěma 7,7mm kulomety. Dále nesla minolovné traly, případně mohla sloužit i ke kladení min. Pohonný systém měl výkon 1400 hp. Tvořil jej vertikální parní stroj s trojnásobnou expanzí Harlan & Hollingsworth a dva kotle Babcock & Wilcox, pohánějící jeden lodní šroub. Nejvyšší rychlost dosahovala 13,5 uzlů. Dosah byl 6850 námořních mil při rychlosti 8 uzlů.

## Služba
Minolovka Tanager do služby vstoupila v březnu 1918. V létě 1918 operovala v oblasti Bostonu, od září 1918 na Azorských ostrovech a na konci roku se přesunula do Evropy. V roce 1919 byla nasazena do odminováni Severního moře. Operovala ze skotského Kirkwallu. V červnu 1919 byla poškozena výbuchem miny a musela být opravena loděnicí v Chathamu. V říjnu 1919 odplula zpět do USA, přičemž zároveň odvlekla stíhač ponorek USS SC-272. Následně byl Tanager přesunut do Pacifiku a v letech 1920–1941 operoval z Havajských ostrovů. Mimo jiné se zapojoval do výcviku a plnění transportních úkolů. Využíván byl rovněž k vědeckému výzkumu. V letech 1923-1924 uskutečnil tanagerskou expedici.
Roku 1941 Tanager prošel generálkou a modernizací. Mimo jiné byl vybaven skluzavkami pro hlubinné pumy. Následně byl odeslán do Asie. Na Filipíny připlul 5. června 1941 a okamžitě se zapojil do operací amerického námořnictva. Mimo jiné v období od října do prosince 1942 položil protiponorkové sítě okolo zátoky Mariveles na Bataanu. Po útoku na Pearl Harbor a japonské invazi na Filpíny se plavidlo zapojilo do obrany souostroví. Dne 4. května 1942 bylo zasaženo japonskou dělostřeleckou baterií umístěnou na poloostrově Bataan a téhož dne se potopilo poblíž ostrova Corregidor. Minolovka Tanager byla za účast na obraně Filipín držitelem jednoho ocenění Battle Star.